# Mycalesis vulcanica
Mycalesis vulcanica är en fjärilsart som beskrevs av Rothschild 1915. Mycalesis vulcanica ingår i släktet Mycalesis och familjen praktfjärilar. Inga underarter finns listade i Catalogue of Life.